# Heteropoda natans
Heteropoda natans là một loài nhện trong họ Sparassidae.
Loài này thuộc chi Heteropoda. Heteropoda natans được Peter Jäger miêu tả năm 2005.